# Jeroen Dieperink
Jeroen Dieperink est un joueur de kayak-polo international néerlandais, né le 3 septembre 1982 à Groningue.

## Palmarès
D'abord licencié au club de Groningen, il intègre dès l'année 2000 le Deventer K.V., avec lequel il remporte 11 titres nationaux (de 2001 à 2011). Multiple médaillé en international, il est sacré à trois reprises, avec l'équipe nationale, champion du monde.

### Championnat du monde de kayak-polo
- Champion du monde en 2012
- Champion du monde en 2008
- Champion du monde en 2004

### Jeux mondiaux
- Médaille d'argent en 2009
- Vainqueur en 2005 (Jeroen Dieperink fut l'un des meilleurs buteurs du tournoi)

### Championnat d'Europe de kayak-polo
- Champion d'Europe en 2007
- Médaille de bronze en 2005
- Champion d'Europe en 2003
- Médaille de bronze en 2001

### Coupe d'Europe des clubs (kayak-polo)
- Vainqueur en 2003, 2004, 2005, 2007, 2008, 2009 et 2010

### Championnat des Pays-Bas de kayak-polo
- 1re place du Championnat en 2001, 2002, 2003, 2004, 2005, 2006, 2007, 2008, 2009, 2010, et 2011